# Sosno
Sosno (do 2010 Sosno Szlacheckie) – osada w Polsce położona w województwie kujawsko-pomorskim, w powiecie brodnickim, w gminie Zbiczno, na południe od jeziora Sosno. 
W latach 1975–1998 miejscowość administracyjnie należała do województwa toruńskiego.